# 菲利普·曼托
菲利普·曼托（英語：Philip Mantle）是英國幽浮學家、「飛碟出版社」（Flying Disk Press）創立者，曾任英國不明飛行物研究協會調查部門主任和UFO互動網絡（MUFON）的英國代表。多年以來已經調查過數百件據稱近距離目擊外星人和UFO的案例。
曼托曾與他人合著幾本關於不明飛行物的著作，包括《Russia’s Roswell Incident》和《Without Consent: True Life Stories》等。

## 外部連結
- 菲利普·曼托的X（前Twitter） （英文）
- 菲利普·曼托在互联网电影资料库（IMDb）上的資料（英文）